# 雷內加爾冰川
78°22′S 163°8′E / 78.367°S 163.133°E
雷內加爾冰川（英語：Renegar Glacier）是南極洲的冰川，位於維多利亞地的斯科特海岸，美國地質調查局根據測量和該國海軍的空中照片繪入地圖，現時由南極條約體系管理。